# Hopothia
Hopothia là một chi bướm đêm thuộc họ Noctuidae.